# 阔叶杭子梢
阔叶杭子梢（学名：Campylotropis latifolia）为豆科杭子梢属下的一个种。

## 扩展阅读
- 維基物種上的相關：阔叶杭子梢